# Matosinhos
Matosinhos (portugisiskt uttal: [mɐtuˈziɲuʃ]
 ( lyssna)) är en stad och kommun i distriktet Porto i norra Portugal.
Staden hade 45 703 invånare 2001 och är huvudorten i Matosinhos kommun med 175 478 invånare (2020) och en yta på 62,00 km².

## Freguesias
Matasinhos är indelad i fyra freguesias:
- Custóias, Leça do Balio e Guifões
- Matosinhos e Leça da Palmeira
- Perafita, Lavra e Santa Cruz do Bispo
- São Mamede de Infesta e Senhora da Hora

## Bilder

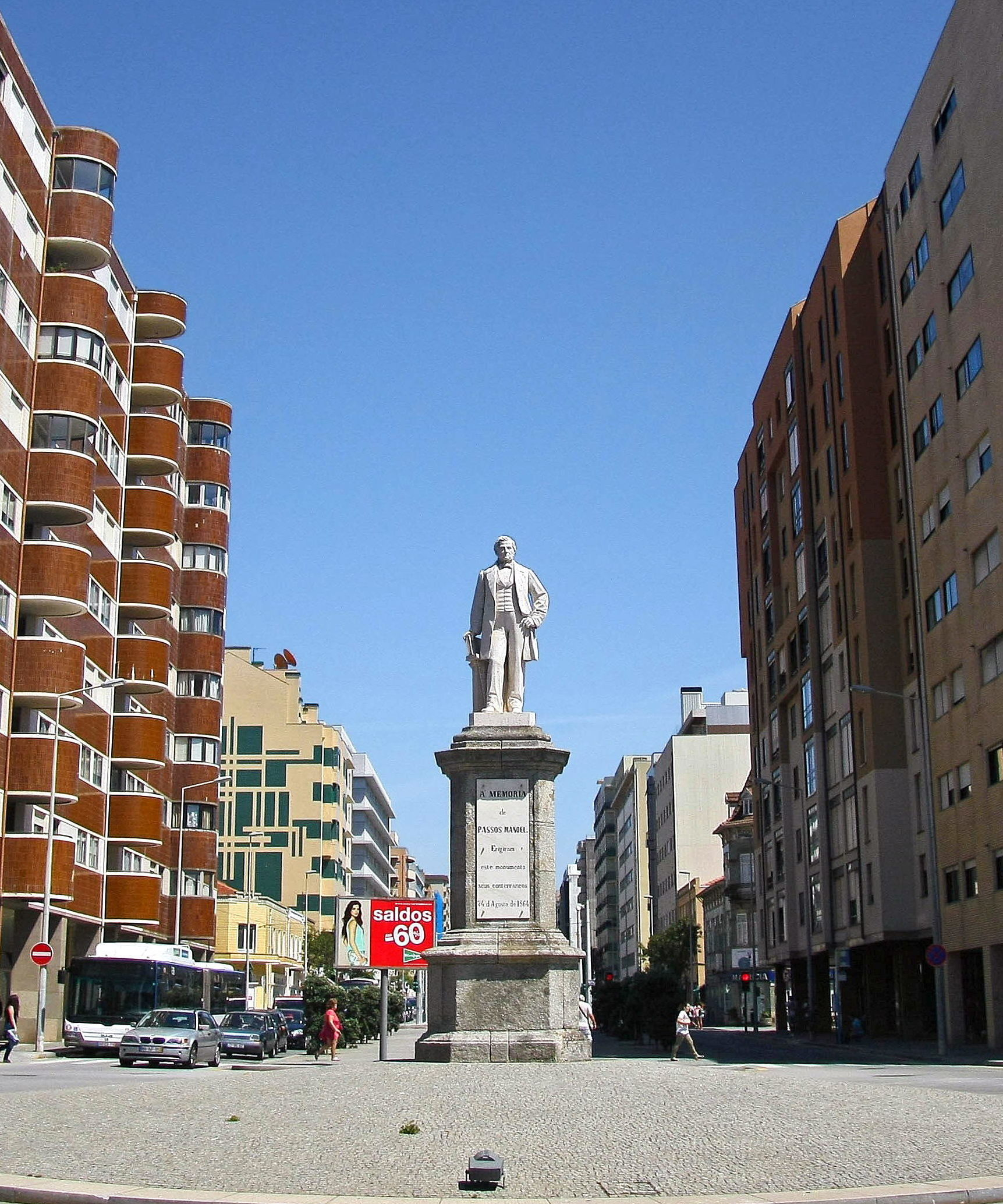
Gatubild.
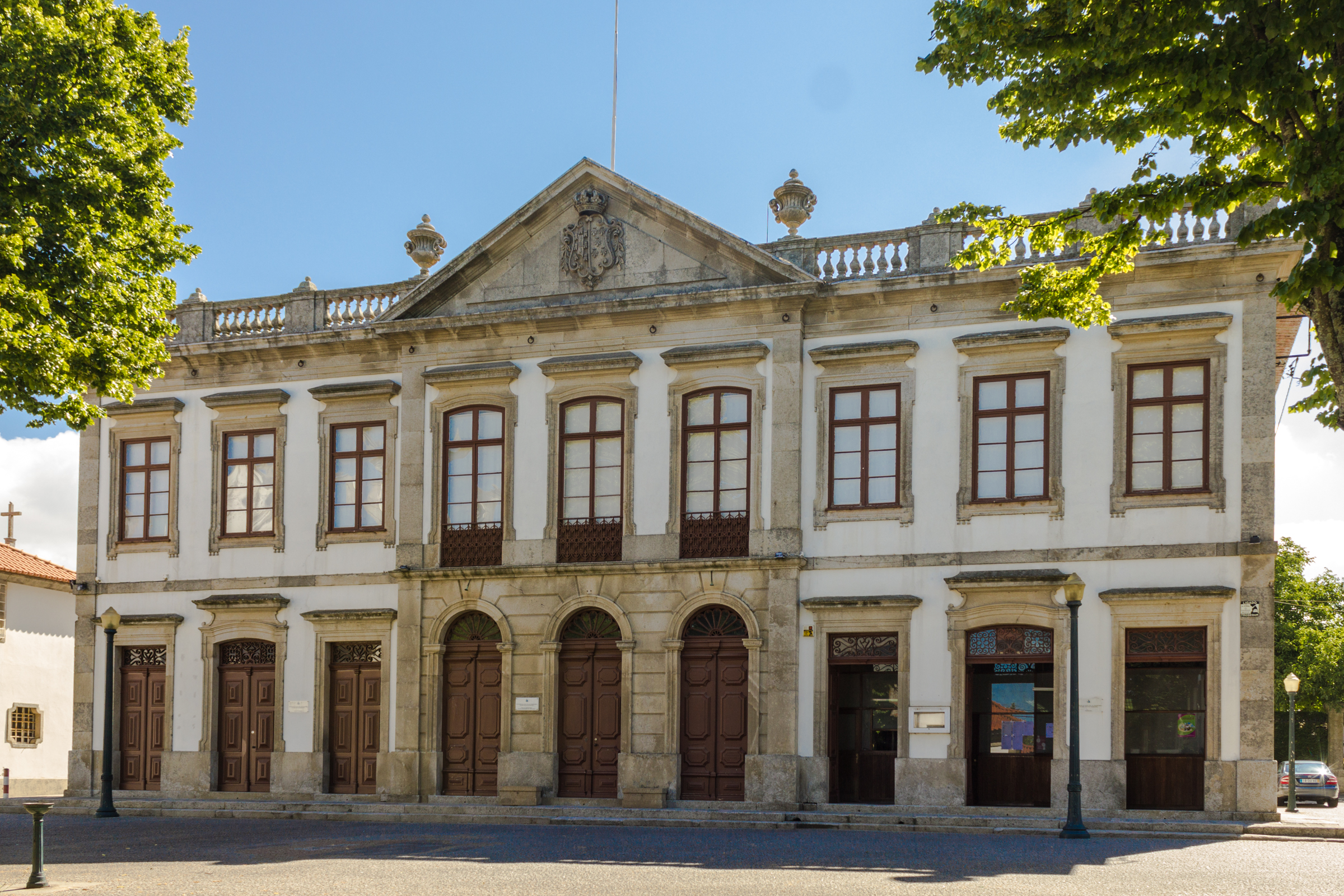
Kyrkan Santuário do Senhor de Matosinhos.
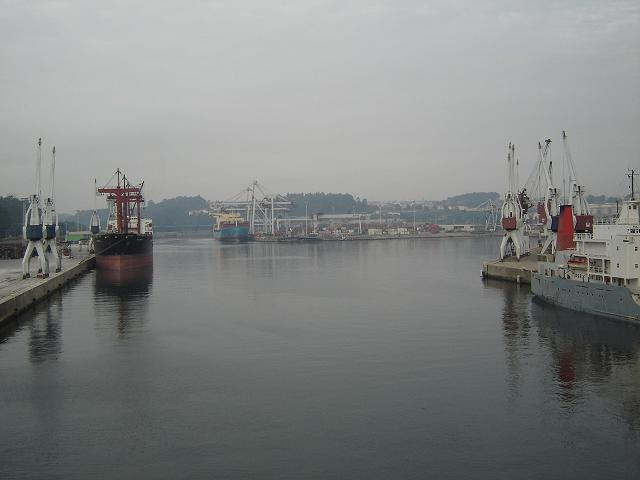
Leixões hamn.